# Hemidactylus beninensis
Hemidactylus beninensis este o specie de șopârle din genul Hemidactylus, familia Gekkonidae, descrisă de Bauer, Tchibozo, Pauwels și Georges L. Lenglet în anul 2006. Conform Catalogue of Life specia Hemidactylus beninensis nu are subspecii cunoscute.